# Bajos submeridionales
Se denomina bajos submeridionales a una región extensa de tierras bajas y anegadizas que abarca parte del norte de la provincia de Santa Fe y sur de la provincia del Chaco, dentro de la Cuña Boscosa y el Dorso Occidental Subhúmedo, de la llanura chaqueña argentina, cubriendo aproximadamente unas 8 000 000 ha.

## Suelos y flora
Los suelos son salinos, la vegetación son "pajonales" de Spartina argentinensis (paja chuza). La agricultura es de poco desarrollo y espasmódica, con rendimientos bajos. Hay actividad ganadera muy primitiva por su "baja carga animal", aprovechando los pastizales naturales.

## Red vial
La red vial está conformada por dos rutas (una pavimentada) de este a oeste; una troncal de norte a sur pavimentada en parte; y rutas secundarias poco densas y demasiado precarias.

## Acuíferos
El agua es salina, no apta para consumo del ganado. Es imprescindible almacenar agua pluvial para la bebida animal, y evitar que se mezcle esta agua dulce con la de la napa, demasiado salada.

## Alteraciones ambientales
En la década de 1990 y bajo la gobernación de Carlos Reutemann  y desoyendo las opiniones de muchos expertos entre ellos de la Universidad Nacional del Litoral, los ciclos de este ecosistema fueron alterados tras la construcción de una red de canales de desagüe destinada a reducir los anegamientos periódicos, potenciados por los desmontes en las zonas vecinas.
La obra se construyó para sacar el excedente de agua de los esteros, bajos y cañadas y favorecer el desarrollo de la agricultura y la ganadería, actividades con gran potencial en la zona. Sin embargo, la obra nunca se terminó del todo, solo se hicieron zanjones y no las retenciones para un manejo adecuado del agua.  Las consecuencias de este mal manejo están a la vista: el suelo se ha ido degradando, sus característicos espejos de agua han desaparecido, se perdió flora y fauna, y disminuyó considerablemente su potencial productivo.

## Gran sequía de los años 2008-2009
Durante los años 2008-2009 se vivió un proceso de sequía muy importante con escasos niveles de lluvias que acentuaron los problemas en esa región y afectó directamente a la producción ganadera produciendo la muerte de cientos de miles de cabezas.